# Álvaro de Luna
Álvaro de Luna y Jarana (Cañete, 1390 circa – Valladolid, 2 giugno 1453) è stato un politico spagnolo, Connestabile di Castiglia, Gran Maestro dell'ordine di Santiago e favorito del Re Giovanni II di Castiglia.

## Origine
Alvaro era figlio naturale del nobile don Álvaro Martínez de Luna, copero mayor (titolo che indica il paggio che serve da bere ad un nobiluomo) di re Enrico III di Castiglia, mentre la madre era María Fernández de Jarana (La Cañeta), una donna comune di grande carattere e bellezza. Il padre era discendente della nobile famiglia de Luna, di origine castigliana, che ora aveva i suoi feudi nel regno di Valencia, ed era nipote del papa (antipapa) Benedetto XIII, Pedro Martínez de Luna.

## Biografia

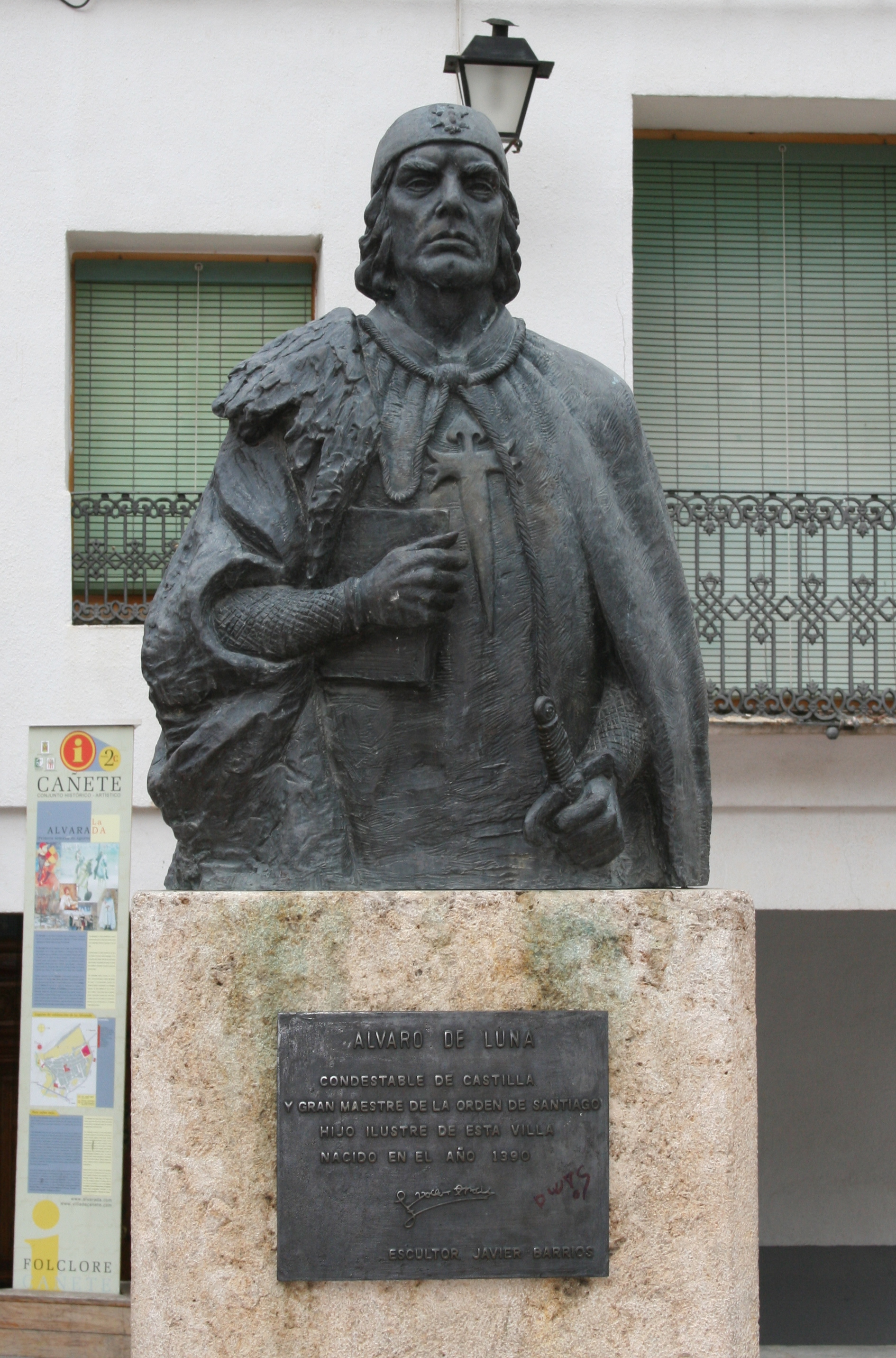
Statua di Álvaro de Luna a Cañete

Nacque tra il 1388 e il 1390 nella città di Cañete (nella provincia di Cuenca nel regno di Castiglia).
Fu introdotto a corte nel 1410 dallo zio Pedro de Luna, arcivescovo di Toledo che a sua volta era nipote del papa (antipapa) Benedetto XIII e che doveva il suo seggio all'appoggio della zio, che dopo la morte del re Enrico III (1406), era riuscito a farlo nominare vescovo di Toledo (circa 1407).
Quando Álvaro de Luna arrivò a corte, il re di Castiglia era un bambino di cinque anni, Giovanni II, sotto la reggenza della regina madre, Caterina di Lancaster, e del fratello di Enrico III Ferdinando, che già ricopriva cariche di governo negli ultimi anni di vita del fratello, Álvaro non venne tenuto in grande considerazione.
Tuttavia quando, dopo il compromesso di Caspe (1412), Ferdinando divenne Re di Aragona col nome di Ferdinando I e la reggenza rimase nelle sole mani di Caterina di Lancaster, figlia di Costanza di Castiglia e pertanto nipote di Pietro I il Crudele, Álvaro acquisì in breve tempo una notevole influenza sul giovane re e divenne una persona molto importante, il cosiddetto "contino" (vecchio amico del Re).
Comunque Ferdinando andandosene aveva lasciato in Castiglia i tre figli Alfonso (il futuro re d'Aragona Alfonso V), Giovanni (il futuro re d'Aragona e di Navarra, Giovanni II) ed Enrico, detti gli infanti d'Aragona. Essi presero il posto del padre alla guida della famiglia (Trastamara) reale di Castiglia e lo sostituirono nel consiglio reale di Giovanni II, che aiutava la reggente, Caterina, come da espressa volontà del defunto re Enrico III l'Infermo.
Gli infanti d'Aragona costantemente in lotta con la fazione di nobili, capeggiata da Álvaro de Luna, che si opponeva alla loro invadenza, non aiutarono molto la loro zia Caterina, anche dopo che Alfonso, nel 1416, alla morte del padre, dovette lasciare la Castiglia per ricevere la corona d'Aragona.
Il giovane Giovanni II aveva un grande affetto e ammirazione per Álvaro lasciandogli il governo della cosa pubblica; anche dopo la morte della madre (1418) e il raggiungimento della maggior età (1419), continuò a preferire la letteratura, le galanterie di corte e i passatempi vari, ai gravosi impegni di governo, concedendo sempre più potere ad Álvaro de Luna.
Il giovane re subiva un'enorme pressione da nobili avidi e senza scrupoli, tra i quali i suoi cugini, figli di Ferdinando I, gli infanti d'Aragona (principi d'Aragona) erano forse i più pericolosi. Per tale motivo il suo desiderio di trovare l'appoggio di una persona che aveva tutti i motivi per essergli fedele è comprensibile. Senza considerare che 
Álvaro era un uomo dai grandi talenti: ottimo cavallerizzo, abile con la lancia e nella scrittura di versi e soprattutto in grado di tener testa alla nobiltà ribelle e di ottenerne la sottomissione.
Gli infanti d'Aragona, Giovanni e il fratello Enrico furono costantemente in lotta con la fazione di nobili che, opponendosi alla loro invadenza, si stava stringendo attorno al re, Giovanni II e ad Álvaro de Luna, e che prendeva il nome di partito realista, sino a che riuscirono ad avere il controllo del cugino, Giovanni II e a prendere il potere con il Golpe di Tordesillas, del 1420 (mentre la corte si trovava a Tordesillas, Enrico finse di lasciare la città con il suo seguito di armati; invece si diresse al palazzo reale dove alcuni complici, tra cui il vescovo di Tordesillas, dall'interno aprirono loro le porte e per merito della sorpresa si impadronirono del palazzo. Arrestati tutti i loro oppositori, Enrico raggiunse la camera del re, che dormiva e lo ragguagliò della nuova situazione).
Enrico e il fratello, allontanarono dalla corte Álvaro de Luna (Álvaro venne richiamato e poi allontanato da corte diverse volte, nel corso dei 43 anni che trascorse accanto a Giovanni II, e, nel 1423, era stato nominato Connestabile di Castiglia e conte di San Esteban de Gormaz) e tennero il potere per circa dieci anni, quando furono sopraffatti dal partito realista, a loro avverso, sempre guidato da Álvaro de Luna, che, nel 1427, era stato esiliato.
Gli 
infanti d'Aragona furono imprigionati, per il Golpe di dieci anni prima ma poi, per le pressioni esercitate dal re della corona d'Aragona, il loro fratello maggiore, Alfonso V il Magnanimo, furono liberati ed esiliati in Aragona.
Nel 1431, Álvaro de Luna riprese la guerra contro il Sultanato di Granada e le truppe castigliane, dopo aver occupato Jimena de la Frontera, avanzarono verso la capitale del regno dei Mori, riportarono una vittoria nella battaglia di La Higueruela il 1º luglio del 1431, senza però riuscire a raggiungere Granada.
Nel 1438 l'alta nobiltà, iniziando una ribellione, tornò ad appoggiare gli infanti Giovanni ed Enrico, che rientrarono per l'ultima volta in Castiglia, ripresero il potere e fecero esiliare Álvaro de Luna, nel corso del 1439.
Álvaro però rientrò e riorganizzo la sua fazione e si arrivò allo scontro decisivo, nella prima battaglia di Olmedo del 1445, dove gli infanti d'Aragona furono sconfitti, Enrico venne ferito ad una mano, che andata in gangrena, poco dopo lo portò alla morte, mentre Giovanni, dato che la moglie, Bianca di Navarra, era morta si occupò del regno di Navarra.

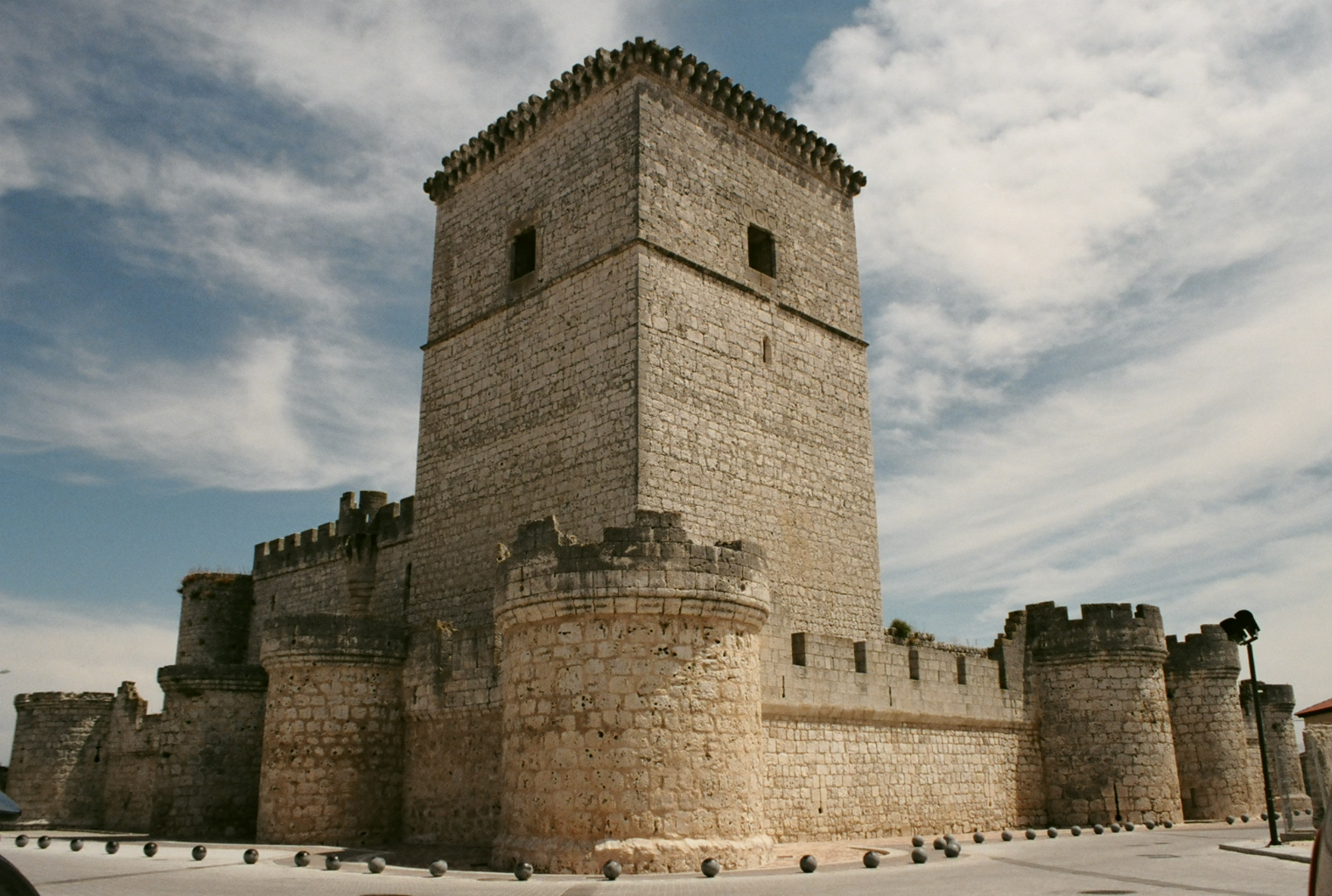
Vista del castello di Portillo da piazza Pimentel

Álvaro, dopo la morte dell'infante d'Aragona Enrico, aveva ricevuto la nomina a Gran Maestro dell'ordine di Santiago e tenuto conto che anche la moglie del re Giovanni II, Maria d'Aragona, che era sorella degli infanti d'Aragona, era morta nel 1445, il potere di Álvaro de Luna era arrivato al suo culmine.
Nonostante questa vittoria di Álvaro de Luna, la nobiltà continuò ad ostacolare l'opera del re e del suo conestabile e ben presto trovò un appoggio nella nuova regina di Castiglia, Isabella del Portogallo (1428-1496), figlia di don Giovanni del Portogallo, figlio di Giovanni I del Portogallo, e di Isabella di Braganza.
Dato che la regina, che aveva un notevole ascendente sul re, si schierò col partito dei nobili, forse gelosa del troppo potere del conestabile, Álvaro de Luna cominciò ad avere la vita sempre più difficile, fino a che cadde in disgrazia, poi fu arrestato e incarcerato nel castello di Portillo.
Fu accusato di stregoneria portato davanti ad un consiglio speciale riunito a Valladolid, e processato con l'imputazione di aver tentato di controllare con la stregoneria la mente del re. Alla fine, trovato colpevole, fu condannato a morte e giustiziato, il 2 giugno del 1453.

## Giudizi storiografici
Si è lungamente discusso sull'amicizia intima che univa il re ad Álvaro; l'intellettuale Gregorio Marañón sostenne l'ipotesi della loro relazione omosessuale.

## Letteratura e critica storica
Jorge Manrique (circa 1440 – † 1479), poeta castigliano contemporaneo di Álvaro de Luna lo cita nel suo scritto Coplas por la muerte de su padre, un classico della letteratura castigliana.
Padre Juan de Mariana (1536 - 1623), storico spagnolo, vissuto circa 150 anni dopo, definisce Álvaro de Luna, un ambizioso favorito, alla costante ricerca del proprio tornaconto.
Per altri storici, e anche per la storiografia più moderna, invece fu un fedele servitore del suo re, che si sforzò di rafforzare l'autorità della corona che, in Castiglia, era l'unica alternativa all'anarchia, non riuscendo a portare a termine il suo compito per colpa del re che non ebbe la forza né la volontà sufficienti ad appoggiarlo.

## Discendenza

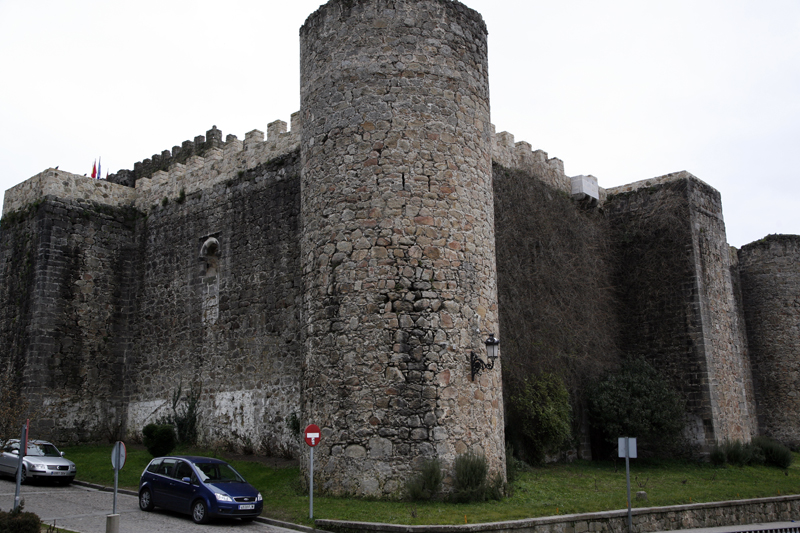
Castello di Arenas de San Pedro

Negli anni in cui gestiva il potere Álvaro sposò Juana Pimentel, che è conosciuta anche come «la triste condesa», per il fatto di essere rimasta vedova del conte Álvaro de Luna e di essersi rinchiusa nel castello di famiglia di Arenas de San Pedro, vagando per le stanze del castello sino al giorno della morte.
Dalla loro unione nacquero due figli:
- Giovanni di Luna, secondo conte di San Esteban de Gormaz;
- Maria di Luna, terza contessa di San Esteban de Gormaz, dopo la morte del fratello. Fu tumulata nella cappella di San Giacomo della cattedrale di Toledo.